# Plenty O'Toole
Plenty O'Toole è un personaggio del film Agente 007 - Una cascata di diamanti del 1971 tratto dall'omonimo libro di Ian Fleming. Il personaggio è stato creato per l'adattamento cinematografico e non è presente nel romanzo. È interpretato da Lana Wood.
Nella versione italiana, il nome del personaggio è diventato "Petti", cosa che consente di mantenere il gioco di parole del dialogo originale, basato sul significato di plenty, ossia abbondanza, e sull'abbondante seno della donna.

## Caratteristiche
Mora e formosa, Plenty O'Toole è una giocatrice e cacciatrice di uomini ricchi e fortunati; si interessa a Bond al casinò di Las Vegas in seguito alle sue cospicue puntate. È una donna che sa come usare gli uomini a suo vantaggio, le piacciono il gioco e le scommesse ma esclusivamente con soldi di altri.

## Film
La presenza di Plenty nel film è molto rapida. Appare al casinò, in un lungo abito di seta viola dall'ampia scollatura, inizialmente con un uomo al tavolo dei dadi; quando questo giocatore perde, Plenty lo lascia ma mentre si sta allontanando sente che Bond chiede un credito di 10.000 dollari. Così gli si avvicina e gli chiede di poter tirare i dadi per lui. Come spesso accade per le Bond girl, anche la presentazione di Plenty è famosa, per il doppio senso delle battute di 007, riferite al prosperoso seno della ragazza. Alla fine del gioco, vinti 50.000 dollari, Bond ne regalerà 5.000 a Plenty e, come non sarà consuetudine nei film della serie, sarà la ragazza a proporre di andare a bere un drink. In realtà nella scena seguente i due entrano nella suite di Bond per trascorrere una notte d'amore. Qui però, dopo che 007 le ha tolto il vestito, intervengono gli uomini di Morton Slumber cogliendo Bond "con più che le mani in alto" e che prendono la ragazza, la gettano fuori dalla finestra facendola piombare nella piscina sottostante che, dicono, ignoravano ci fosse...
Nonostante Plenty sia estranea all'affare illecito dei diamanti, finirà per morire a causa di esso. Infatti, Mr. Wint e Mr. Kidd, scambiandola per Tiffany Case, la annegano nella piscina della contrabbandiera, legandole le gambe ad un blocco di cemento.